# ناحية كاني ماسي
ناحية كاني ماسي وهي أحد النواحي التابعة إلى قضاء العمادية في محافظة دهوك في العراق ومركزها مدينة كاني ماسي يصلها طريقان الأولى وهو القادم من زاخو مرورا بسهل سندي وبيكوفا اما الثاني فهو القادم من بامرني إلى كاني بلافي وبريفكا ومن ثم إلى مركز الناحية وفي الاونة الأخير تم فتح طريق اخر من قضاء اميدي إلى هيسى وبعدها إلى كاني ماسي وتبلغ مساحة الناحية 608 كم مربع وعدد قراها 87 قرية